# Ivančice
Ivančice (deutsch Eibenschütz) ist eine Stadt in Tschechien. Sie liegt 21 km südwestlich von Brünn an der Einmündung der Oslava und der Rokytná in die Jihlava.

## Geschichte

Karte von Eibenschütz (um 1750)

Eibenschütz wurde 1221 zum ersten Mal erwähnt. Ab 1288 hatte es den Status einer königlichen Stadt. Im 15. Jahrhundert kam die Stadt an die Herren von Lipá, in deren Besitz sie bis zur Schlacht am Weißen Berg blieb. Im 16. Jahrhundert war hier ein wichtiges Zentrum der Böhmischen Brüder, u. a. lebte hier Jan Blahoslav, Bischof der Böhmischen Brüder und Verfasser einer tschechischen Grammatik sowie Übersetzer des Neuen Testaments vom Griechischen und Lateinischen ins Tschechische. Blahoslav gründete eine Priesterschule mit eigener Druckerei. Im Dreißigjährigen Krieg wurde Eibenschütz rekatholisiert und verlor an Bedeutung.
Die Jüdische Gemeinde Ivančice war eine der wichtigsten in Mähren.
1859 wurde das Krankenhaus in Eibenschütz eröffnet. 1949 wurden die Orte Alexovice, Letkovice und Němčice eingemeindet, 1980 Budkovice, Řeznovice und Hrubšice.

## Gemeindegliederung
Die Stadt Ivančice besteht aus den Ortsteilen Alexovice (Alexowitz), Budkovice (Budkowitz), Ivančice (Eibenschütz), Hrubšice (Hrubschitz), Letkovice (Ledkowitz), Němčice (Niemtschitz) und Řeznovice (Rzesnowitz). Grundsiedlungseinheiten sind Alexovice, Budkovice, Hrubšice, Ivančice-historické jádro, Krásná hora, Lány, Letkovice, Letkovická niva, Na Špýrech, Nad cihelnou, Němčice, Oslavanská (Vorstadt Oslawan), Pekárka, Réna, Řeznovice, Sedmihradská hora, U mostu, U nemocnice, Za tratí und Záhumenice.
Das Gemeindegebiet gliedert sich in die Katastralbezirke Alexovice, Budkovice, Hrubšice, Ivančice, Kounické Předměstí (Vorstadt Kanitz), Letkovice, Němčice u Ivančic und Řeznovice.

## Sehenswürdigkeiten
- Altes Rathaus – Renaissancegebäude, erwähnt 1544, teilweise überbaut nach dem Brand 1756 und nach 1850
- Simon Pírko Haus (auch Palast der Herren von Leipa, neue Rathaus) – Renaissancegebäude, heute Stadtamt
- Gebäude der ehemaligen Priesterschule, Kirche (gegründet 1536) und Druckerei der Böhmischen Brüder, Druckerei tätig von 1562 bis 1578, dann verlegt nach Kralice nad Oslavou
- Ivančický viadukt – teilweise erhaltenes, 42 Meter hohes Eisenbahnviadukt über das Tal der Jihlava aus dem Jahr 1870
- Synagoge, erbaut 1851 bis 1853, jetzt Kulturzentrum
- Jüdischer Friedhof aus dem 16. Jahrhundert mit Trauerhalle
- Gotische Pfarrkirche Mariä Himmelfahrt, dreischiffige Basilika aus dem 14. bis 15. Jahrhundert
- Romanische Kirche der hl. Peter und Paul in Řeznovice, um 1160
- Fragmente der zerstörten mittelalterlichen Burg (eingemauert in der Scheune beim Pfarrhaus)[6]

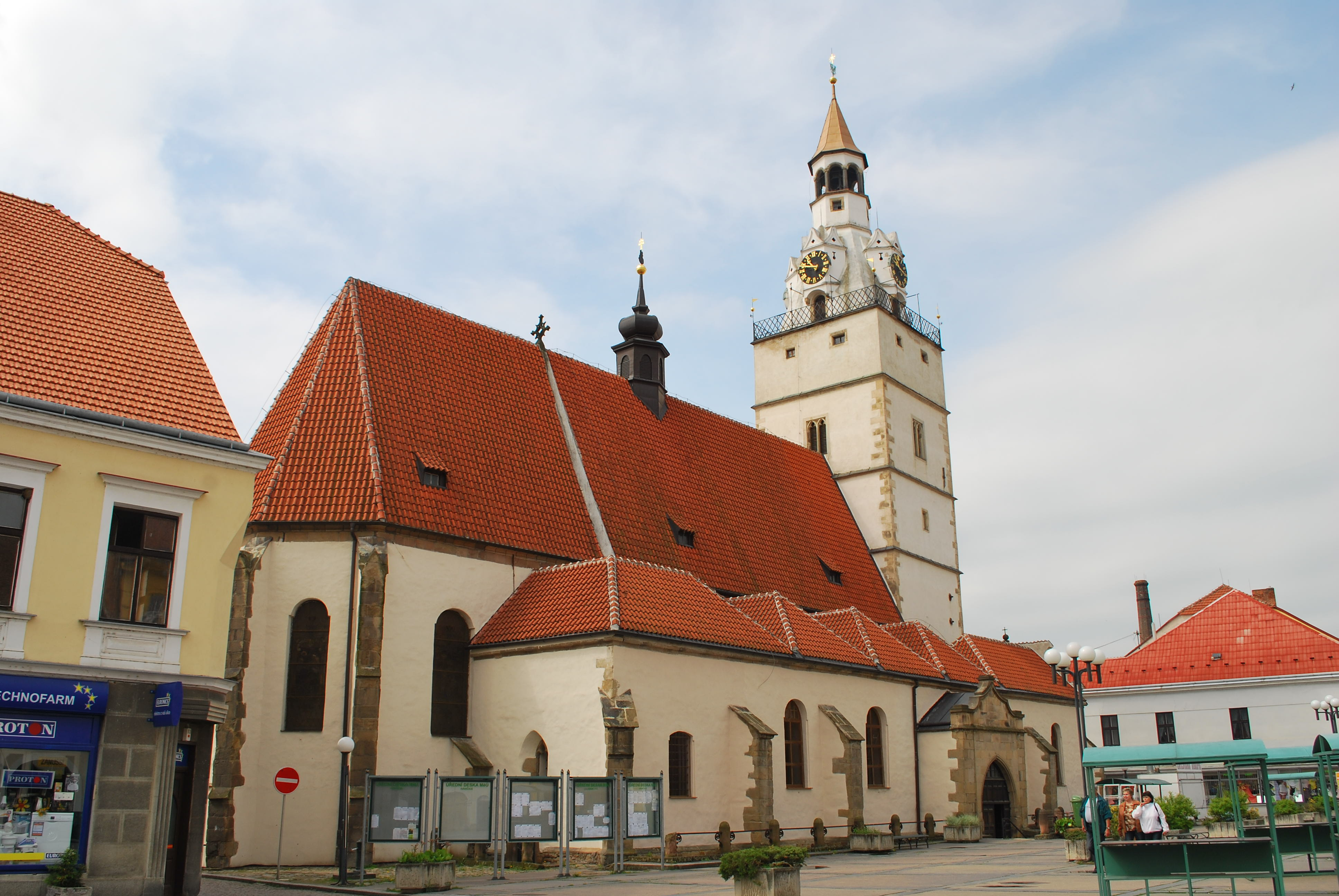
Pfarrkirche Mariä Himmelfahrt
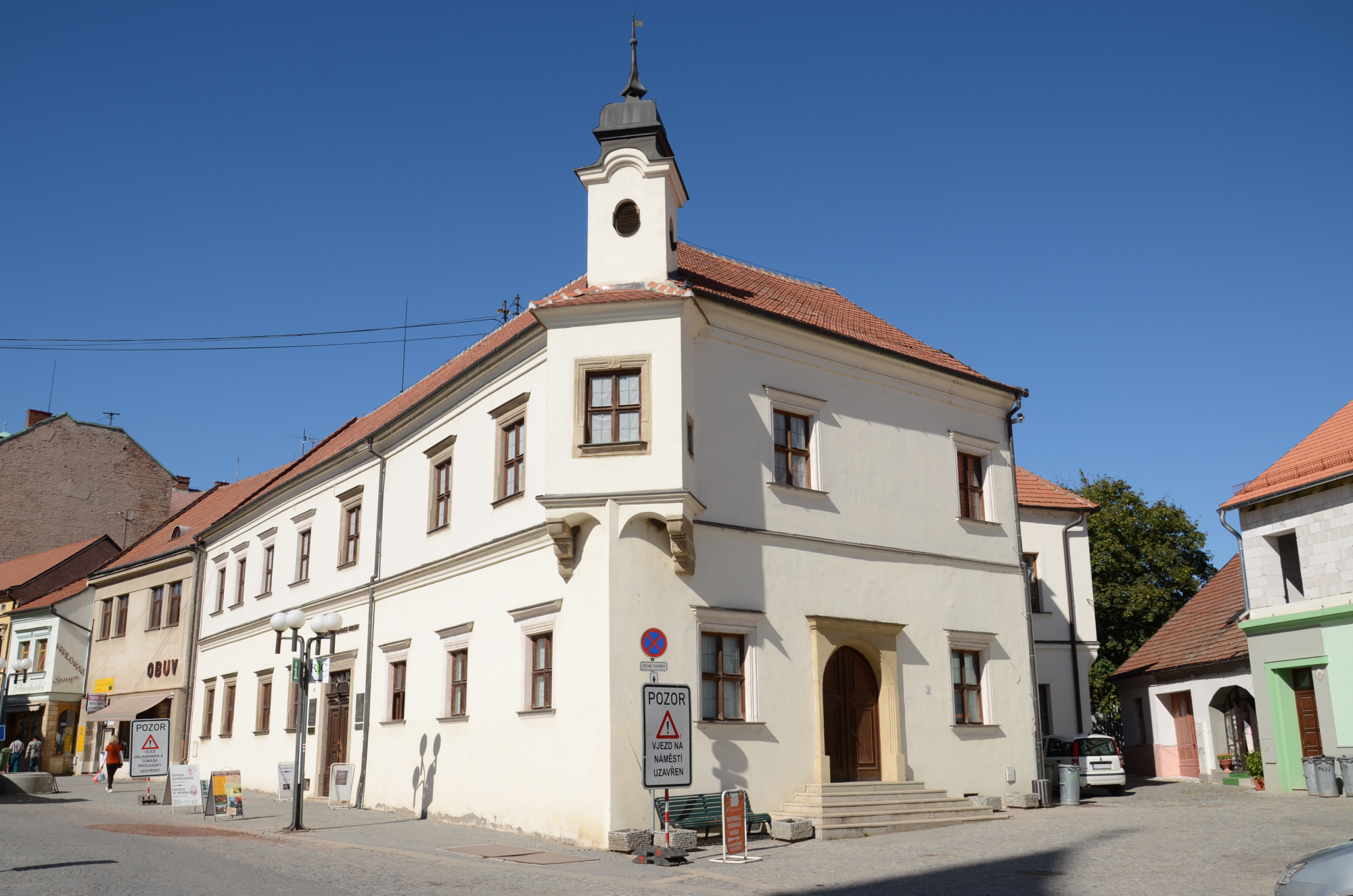
Altes Rathaus
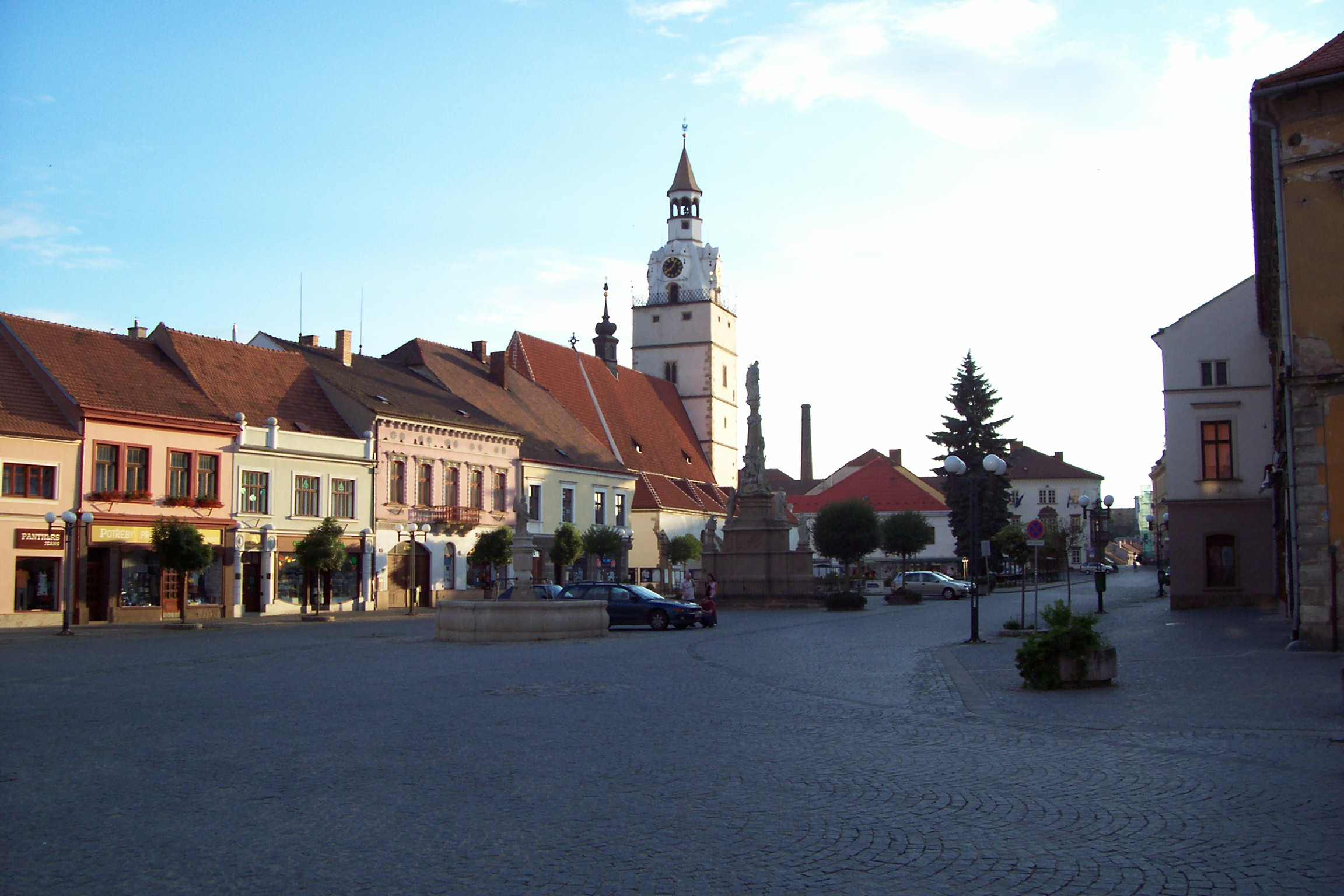
Palacký-Platz
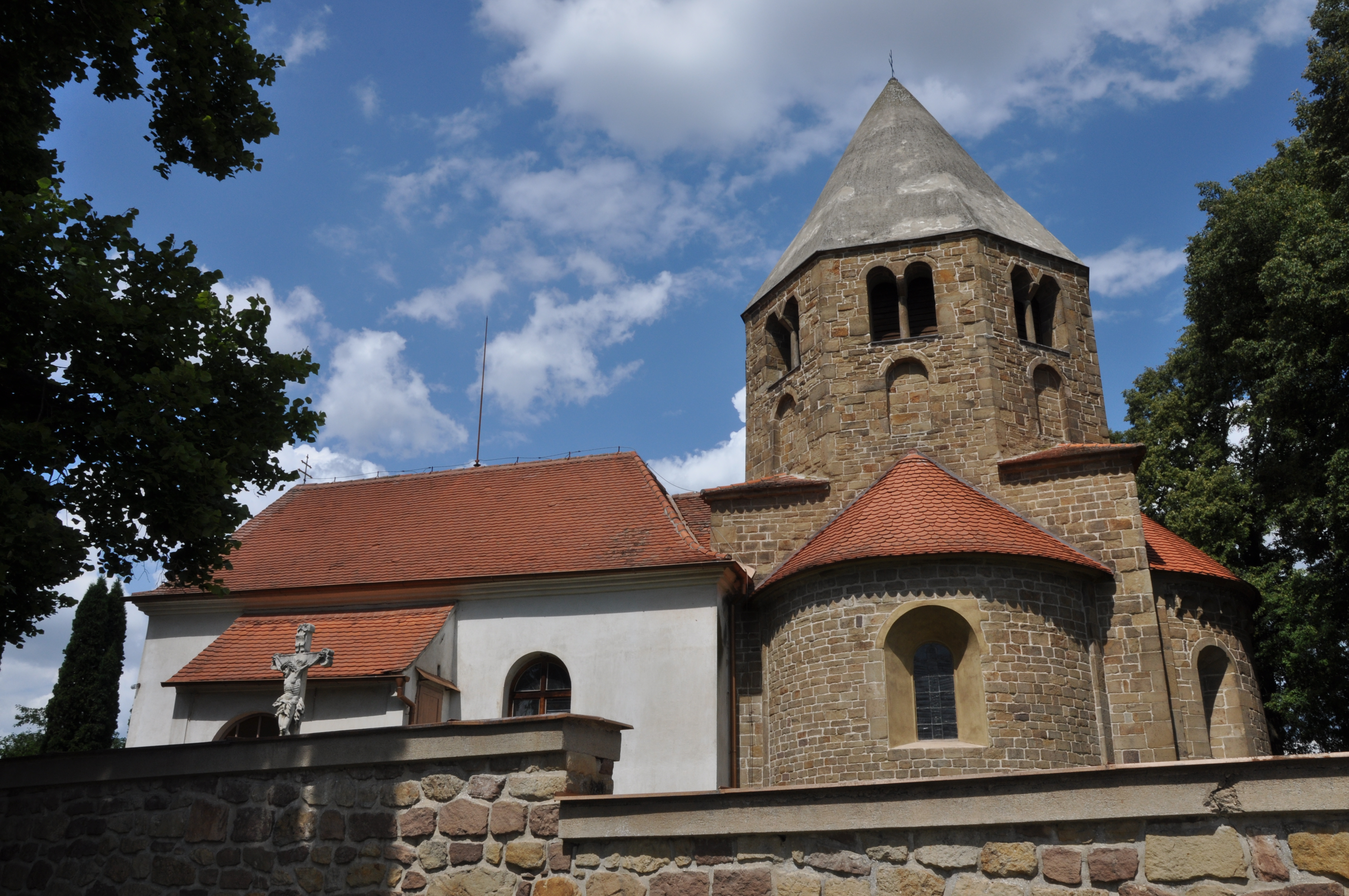
Romanische Kirche in Řeznovice

## Söhne und Töchter der Stadt
Ivančice ist der Geburtsort des Malers Alfons Mucha (1860–1939) und des Film- und Fernsehschauspielers Vladimír Menšík (1929–1988, Die Märchenbraut). In der Stadt gibt es über beide Dauerausstellungen im Museum. Der Name des jüdischen Gelehrten Jonathan Eybeschütz (1690–1764), dessen Vater hier als Rabbiner amtierte, ist von der deutschen Ortsbezeichnung abgeleitet.
- Christian Entfelder, Täufer († nach 1546)
- Leopold Adler, Theaterregisseur (1850–1919)
- Joachim Heinrich Oppenheim (1832–1891), Rabbi und Schriftsteller
- Guido Adler, Musikwissenschaftler (1855–1941)
- Alfons Mucha, Maler, Plakatkünstler (1860–1939)
- Adof Lieban, Opernsänger (1867–1924)
- Berthold Oppenheim (1867–1942), Rabbiner, NS-Opfer
- Ernst Zerner (1884–1966), österreichischer Chemiker und NS-Verfolgter
- Vinzenz Bulhart, österreichischer klassischer Philologe (1885–1965)
- Hugo Weisgall, Komponist (1912–1997)
- Zdeněk Růžička, Turner (1925–2021)
- Jan Procházka, Schriftsteller (1929–1971)
- Vladimír Menšík, Schauspieler (1929–1988)
- Josef Prokš, Militärperson (* 1959)
- Lubomír Hargaš, Bahnradsportler (1967–1997)
- Martin Horáček, Fußballspieler (* 1980)
- Dušan Lojda, Tennisspieler (* 1988)
- Barbora Krejčíková, Tennisspielerin (* 1995)
- Jakub Štěrba (* 1996), Handballspieler
- Matěj Klíma (* 1999), Handballspieler
- Adam Hložek, Fußballspieler (* 2002)

## Partnerstädte
- Soyaux, Frankreich
- Sládkovičovo, Slowakei
- Radovljica, Slowenien
- Aleksandrów Kujawski, Polen